# Challenger de Knoxville 2022
El torneo Knoxville Challenger 2022 fue un torneo de tenis perteneció al ATP Challenger Tour 2022 en la categoría Challenger 80. Se trató de la 18ª edición; el torneo tuvo lugar en la ciudad de Knoxville (Estados Unidos), desde el 7 hasta el 13 de noviembre de 2022 sobre pista dura bajo techo.

## Jugadores participantes del cuadro de individuales
| Favorito | País                                  | Jugador              | Rank1 | Posición en el torneo |
| -------- | ------------------------------------- | -------------------- | ----- | --------------------- |
| 1        | Bandera de Estados Unidos             | Michael Mmoh         | 120   | Semifinales           |
| 2        | Bandera de Estados Unidos             | Stefan Kozlov        | 132   | Cuartos de final      |
| 3        | Bandera de Estados Unidos             | Christopher Eubanks  | 135   | FINAL                 |
| 4        | Bandera de Estados Unidos             | Ben Shelton          | 156   | CAMPEÓN               |
| 5        | Bandera de Estados Unidos             | Emilio Nava          | 174   | Primera ronda         |
| 6        | Bandera de Estados Unidos             | Aleksandar Kovacevic | 178   | Cuartos de final      |
| 7        | Bandera de Francia                    | Enzo Couacaud        | 186   | Segunda ronda         |
| 8        | Bandera de la República Popular China | Juncheng Shang       | 195   | Primera ronda         |

- 1 Se ha tomado en cuenta el ranking del 31 de octubre de 2022.

### Otros participantes
Los siguientes jugadores recibieron una invitación (wild card), por lo tanto ingresan directamente al cuadro principal (WC):
- Gage Brymer
- Martin Damm
- Blaise Bicknell

Los siguientes jugadores ingresan al cuadro principal tras disputar el cuadro clasificatorio (Q):
- Alexander Bernard
- Giles Hussey
- Cannon Kingsley
- Strong Kirchheimer
- Tristan McCormick
- Iñaki Montes de la Torre

## Campeones

### Individual Masculino
- Ben Shelton derrotó en la final a  Christopher Eubanks, 6–3, 1–6, 7–6(4)

### Dobles Masculino
- Hunter Reese /  Tennys Sandgren derrotaron en la final a  Martin Damm /  Mitchell Krueger, 6–7(4), 7–6(3), [10–5]